# Mops congicus
Mops congicus is een zoogdier uit de familie van de bulvleermuizen (Molossidae). De wetenschappelijke naam van de soort werd voor het eerst geldig gepubliceerd door J.A. Allen in 1917.